# La Cabane du pêcheur
Pistes de Samedi soir sur la Terre
Assis sur le rebord du monde Samedi soir sur la Terre
La Cabane du pêcheur est une chanson de Francis Cabrel, 3e piste de l'album Samedi soir sur la Terre sorti en 1994. Elle est écrite par Francis Cabrel et Jean-Pierre Bucolo.

## Analyse musicale
La Cabane du pêcheur est une chanson aux paroles et à la mélodie nostalgiques voire tristes, comme toutes les chansons de l'album Samedi soir sur la Terre. « Une chanson anecdotique que l'on a envie de siffler », comme le précise Éric Jean-Jean, journaliste à RTL.

## Parodie
Laurent Gerra parodie La Cabane du pêcheur avec la chanson intitulée Ma Cabane au fond du jardin, sketch qui rencontre un franc succès en 2002 à l'Olympia. L'humoriste détourne l'idée de cabane refuge du poète en cabane répondant aux besoins naturels et servant de toilettes. Francis Cabrel n'apprécie pas la parodie et l'exprime dans une interview de Nicolas Poincaré dans l'émission RTL Soir du 28 janvier 2009 sur RTL : « Gerra m'imite à la perfection, mais je n'aime pas du tout la façon dont il détourne ma chanson. Je ne me reconnais pas. Je ne dis jamais un gros mot. C'est triste de ridiculiser ce texte, de le rendre graveleux, vulgaire… même si j'avoue que cela fait beaucoup rire autour de moi… C'est juste une réaction d'amour-propre par rapport à cette chanson. Sinon, j'adore quand il se moque de Céline Dion ».